# 부산광역시의 소규모 어항 목록
다음은 2010년 12월 말 기준 부산광역시의 소규모 어항 목록이다.
- 공수항 - 부산광역시 기장군 기장읍 시랑리 545-11 일원
- 구덕포항 - 부산광역시 해운대구 송정동 802 일원
- 길천항 - 부산광역시 기장군 장안읍 길천리 188-62 일원
- 남천항 - 부산광역시 수영구 남천1동 561 일원
- 녹산항 - 부산광역시 강서구 녹산동 92-2 일원
- 동리항 - 부산광역시 강서구 명지동 2630-1 일원
- 동선항 - 부산광역시 강서구 동선동 201-25 일원
- 두문항 - 부산광역시 강서구 천성동 1339-25 일원
- 명지항 - 부산광역시 강서구 명지동 1451 일원
- 미포항 - 부산광역시 해운대구 중1동 1015-9 일원
- 보덕포항 - 부산광역시 사하구 장림동 777 일원
- 서암항 - 부산광역시 기장읍 연화리 297-6 일원
- 선창항 - 부산광역시 강서구 성북동 2-12 일원
- 신전항 - 부산광역시 강서구 명지동 2033-15 일원
- 신평항 - 부산광역시 기장군 일광읍 이천리 47-9 일원
- 암남항 - 부산광역시 서구 암남동 132 일원
- 엄궁항 - 부산광역시 사하구 엄궁동 639 일원
- 외눌항 - 부산광역시 강서구 눌차동 562-28 일원
- 외양포항 - 부산광역시 강서구 대항동 산12-23 일원
- 용호항 - 부산광역시 남구 용호3동 5-8 일원
- 월전항 - 부산광역시 기장군 기장읍 죽성리 154-20 일원
- 이천항 - 부산광역시 기장군 일광읍 이천리 395-19 일원
- 임랑항 - 부산광역시 기장군 장안읍 임랑리 145-6 일원
- 장림항 - 부산광역시 사하구 장림동 777 일원
- 정거항 - 부산광역시 강서구 눌차동 75-7 일원
- 중리항 - 부산광역시 영도구 동삼동 632-1 일원
- 하단항 - 부산광역시 사하구 하단동 1165-3 일원
- 하리항 - 부산광역시 영도구 동삼동 746-7 일원
- 홍치항 - 부산광역시 사하구 다대동 1534-1 일원

## 같이 보기
- 대한민국의 소규모 어항